# 死霊院 世界で最も呪われた事件
『死霊院 世界で最も呪われた事件』（しりょういん せかいでもっとものろわれたじけん、原題：The Crucifixion）は、2017年制作のアメリカ合衆国・イギリス・ルーマニアのホラー映画。
2005年にルーマニアの修道院で、若い修道女が悪魔払いの儀式の中で3日間絶食の上、はりつけにされて死亡したという、実際に起きた事件をモデルにして描いたオカルト・ホラー。ザヴィエ・ジャン監督。

## あらすじ
女性ジャーナリストのニコールは、ルーマニアで修道女が悪魔祓いの最中に死亡した事件の真相を究明するため、現地に向かい調査するが、彼女の周りで不可解な出来事が起こり始める。

## キャスト
- ニコール・ローリンズ：ソフィー・クックソン（吹替：永宝千晶）
- アントン神父：コルネリウ・ウリチ（吹替：黒澤剛史）
- アデリーナ：アダ・ルプ（吹替：石井未紗）
- シスター・ヴァドゥヴァ：ブリタニー・アシュワース（吹替：市川ひかる）
- ディミトル神父：カタリン・バブリュック
- ステファン：イバン・ゴンサレス